# 細野峠 (三重県)
細野峠（ほそのとうげ）は、三重県松阪市柚原町と松阪市阪内町の間にある峠。現在は三重県道29号松阪青山線上にある。